# 6211 Tsubame
6211 Tsubame è un asteroide della fascia principale. Scoperto nel 1991, presenta un'orbita caratterizzata da un semiasse maggiore pari a 2,7549367 UA e da un'eccentricità di 0,0952791, inclinata di 8,53749° rispetto all'eclittica.